# 마야 거르츄
마야 거르츄(Maya Gurchew)는 한국에서 제작된 우보연 감독의 2007년 드라마 영화이다. 라미찬 등이 주연으로 출연하였다.

## 출연

### 주연
- 라미찬
- 강신영
- 김덕근

## 제작진
- 프로듀서: 이재윤
- 조명: 유일승
- 조연출: 김일유
- 녹음: 김현걸
- 믹싱: 우보연
- 미술: 최지윤